# Pleurocollybia
Pleurocollybia es un género de hongos de la familia Tricholomataceae. El género contiene cinco especies que se encuentran en América y Asia.